# سانحه سقوط بالگرد در ورزقان
سانحه سقوط بالگرد در ورزقان اشاره به سقوط بالگرد بل ۲۱۲ حامل سید ابراهیم رئیسی رئیس‌جمهور وقت جمهوری اسلامی ایران است که در زمان طی مسیر خود از سد خداآفرین تا تبریز در ۳۰ اردیبهشت ۱۴۰۳ در نزدیکی روستای اوزی ورزقان در شمال استان آذربایجان شرقی رخ داد.
در این سانحه، دولت‌مردان وقت ایران یعنی سید ابراهیم رئیسی رئیس‌جمهور، حسین امیرعبداللهیان وزیر امور خارجه، مالک رحمتی استاندار آذربایجان شرقی، سید محمدعلی آل هاشم امام جمعه تبریز و نماینده ولی فقیه در استان آذربایجان شرقی، سید مهدی موسوی رئیس یگان حفاظت رئیس‌جمهور و سه خلبان بالگرد با نام‌های سید طاهر مصطفوی، محسن دریانوش و بهروز قدیمی کشته شدند.
رئیسی برای افتتاح سد خداآفرین و سد قیز قلعه‌سی (قلعه دختر) به استان آذربایجان شرقی سفر کرده بود که در مسیر بازگشت، بالگرد حامل او دچار سانحه شد.
عملیات امداد و نجات به‌دلیل زمین‌های جنگلی انبوه و شرایط نامساعد جوی مانند باران و مه شدید با مشکلاتی مواجه بود. در عملیات جست‌وجو از پهپادها، تیم‌های امداد و نجات، سگ‌های زنده‌یاب و برنامه کوپرنیک کمک گرفته شد. در نهایت پس از گذشت ۱۵ ساعت از اعلام بی‌خبری از موقعیت بالگرد، لاشهٔ آن به همراه اجساد سرنشینان در صبح ۳۱ اردیبهشت پیدا شد. حدود یک سال پس از مرگ رئیسی، در رسانه‌های ایران گزارش شد که به‌دلیل نوع حادثه بخش‌هایی از بدن رئیسی هنوز در محل سقوط یافت می‌شود.
برخی گزارش‌های تأیید نشده و نظریه‌پردازان توطئه به نقش احتمالی اسرائیل و مجتبی خامنه‌ای در این حادثه پرداخته‌اند.

## پیش از حادثه

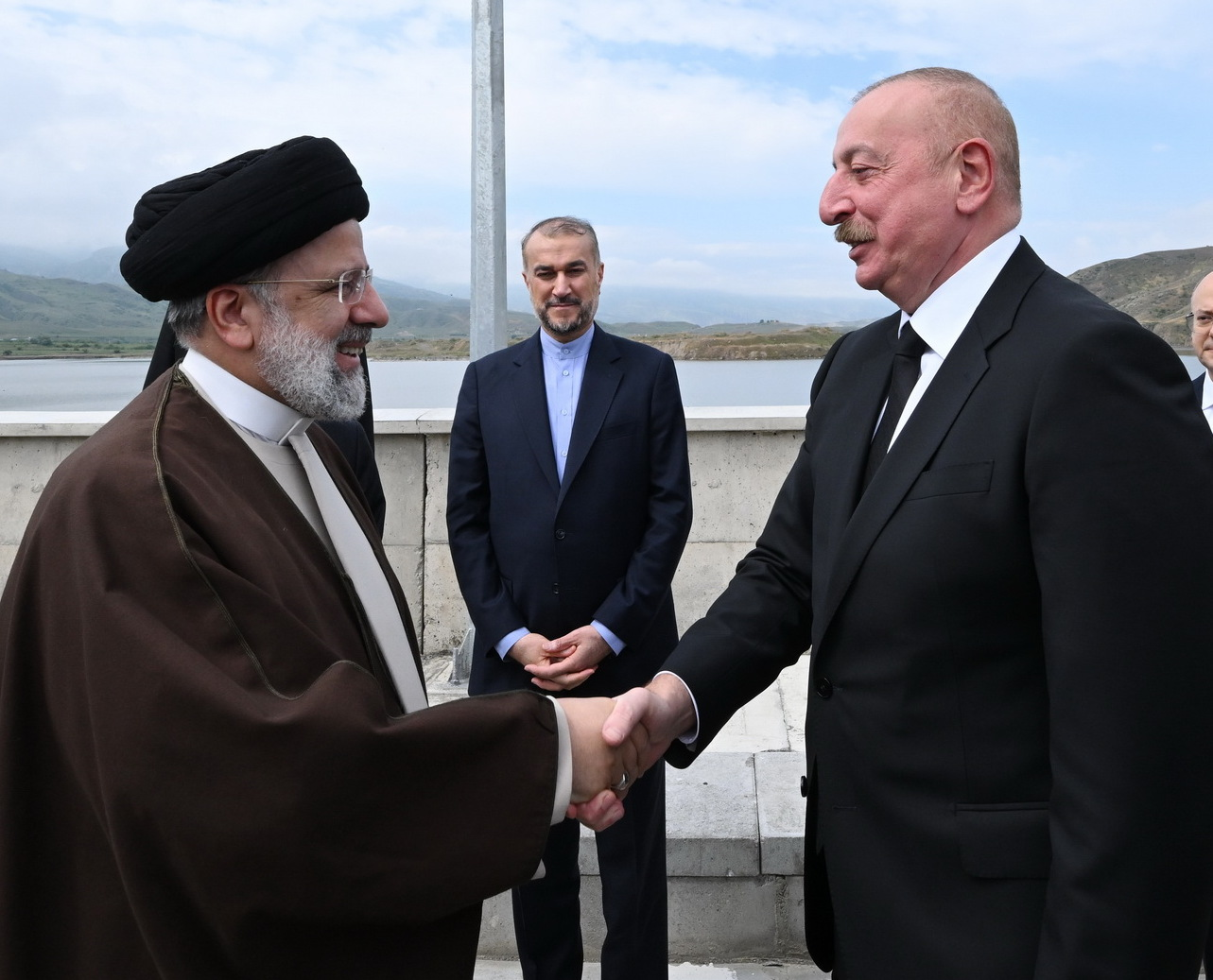
رئیسی به همراه علی‌اف در مرز ایران–آذربایجان در روز حادثه. امیرعبداللهیان نیز ساعتی پیش از کشته شدن، در تصویر دیده می‌شود.

رئیسی که صبح ۳۰ اردیبهشت برای افتتاح سد قیز قلعه‌سی به نقطه مرزی جمهوری آذربایجان و ایران رفته بود، این سد را به‌همراه الهام علی‌اف، رئیس‌جمهور آذربایجان افتتاح کرد. این سد، سومین پروژه مشترک ایران و آذربایجان بر روی رودخانه ارس است. روز پیش از حادثه، سازمان هواشناسی ایران برای وضع آب‌وهوای این منطقه هشدار نارنجی باران و مه صادر کرده بود.

## شرح حادثه
پس از افتتاح سد قیز قلعه‌سی و خداآفرین، سید ابراهیم رئیسی، حسین امیرعبداللهیان وزیر امور خارجه، محمدعلی آل هاشم امام جمعه تبریز و مالک رحمتی استاندار آذربایجان شرقی به همراه فرمانده یگان حفاظت رئیس‌جمهور در حوالی ساعت ۱۳ با بالگرد بل ۲۱۲ به مقصد تبریز به راه افتادند. این بالگرد عضو کاروانی متشکل از سه بالگرد بود که دو فروند از آن‌ها که حامل مهرداد بذرپاش وزیر راه و علی‌اکبر محرابیان وزیر نیرو بودند که به تبریز رسیدند ولی بالگرد حامل رئیسی در فاصلهٔ ۲ کیلومتری جنوب‌غرب یکی از روستاهای ورزقان سقوط کرد. محل سقوط در منطقهٔ جنگلی دیزمار شناسایی شد که در شمال ورزقان واقع در استان آذربایجان شرقی قرار دارد.
پس از کشف بقایای بالگرد، ادعا شد که بالگرد با کوه برخورد کرده و پس از آن منفجر شده است. برخی اجساد پیداشده دارای سوختگی شدید بودند و برخی از آنها به دره پرتاب شده بودند. روزنامه جمهوری اسلامی این ادعا را مطرح کرده که متخصصان فنی گفته‌اند بالگرد ابتدا در هوا منفجر شده و سپس سقوط کرده است.
صدا و سیمای جمهوری اسلامی ایران یک هفته بعد از سقوط بالگرد، گزارشی پخش کرد و در آن به جزئیات این سقوط پرداخت. بر مبنای این گزارش، سه بالگرد در ساعت ۱۳:۱۰ نقطهٔ مرزی را ترک می‌کنند. سپس در حوالی ساعت ۱۴، با تودهٔ ابری روبه‌رو شدند و خلبان بالگرد ابراهیم رئیسی و همراهان «فرمان ارتفاع گرفتن» می‌دهد. دو بالگرد دیگر از تودهٔ ابر عبور کردند. در همین لحظه ارتباط با بالگرد رئیسی قطع می‌شود و تلاش‌ها برای برقراری تماس بی‌نتیجه ماند. در این گزارش به هیچ‌کدام از ابهامات و تناقضات مطرح شده پاسخی داده نشد.

## امداد و نجات
۴۰ تیم واکنش سریع و پهپادهایی به محدوده سقوط اعزام می‌شوند اما عملیات امداد و نجات به‌دلیل شرایط نامساعد جوی با مشکل مواجه می‌شود و خبری از سلامت این افراد به دست نمی‌آید. تصاویر ماهواره‌ای مؤسسه پلنت (به انگلیسی: Planet) از محل احتمالی سانحه بالگرد حامل رئیسی نشان می‌داد که شرایط آب‌وهوایی به شدت نامساعد بوده و مه و ابر منطقه را احاطه کرده است.
سخنگوی دولت علی بهادری جهرمی حدود ساعت ۲۰ اعلام کرد هنوز «هیچ خبر جدیدی» نیست. تا آن زمان به گزارش ایرنا، ۴۰ تیم امداد و جست‌وجوی تخصصی هلال احمر به همراه ۱۵ تیم از آذربایجان شرقی و استان‌های همجوار در حال جست‌وجو بودند. راضیه عالیشوندی، رئیس اتاق عملیات هلال احمر گفت: «چهار تیم به مختصاتی که سازمان هوا و فضا از محل وقوع حادثه داده است، نزدیک شده‌اند اما به‌دلیل وضعیت آب و هوا و مسیر به سختی کارشان پیش می‌رود.»
عبدالقادر اورال اوغلو، وزیر حمل و نقل ترکیه، با اشاره به قرار گرفتن ایران در منطقه مسولیت واکنش اضطراری ترکیه، گفت مقامات ترکیه با شنیدن خبر سقوط هلیکوپتر ایرانی، سیگنال‌ها را بررسی کردند اما سیگنالی از هلیکوپتر دچار سانحه دریافت نکردند که نشان می‌دهد، هوانورد یا سیستم سیگنال را روشن نکرده است، یا چنین سیستمی نداشته.
سرانجام پس از گذشت حدود ۱۵ ساعت از سانحه، حوالی ساعت ۵:۳۰ بامداد ۳۱ اردیبهشت عملیات جستجو برای یافتن بالگرد با پیدا شدن لاشه آن در حالی که تمامی سرنشینان کشته شده بودند به پایان رسید.
بر اساس اعلام برخی از منابع پهپاد بیرقدار آکینجی مختصات سقوط هلیکوپتر را یافته و به ایران گزارش داده است. فرایند عملیات جستجوی پهپاد بیرقدار آکینجی توسط رسانه‌های ترکیه به صورت زنده پخش شد. این عملیات نزدیک به یک میلیون نفر بیننده داشت.
صبح فردای حادثه، اجساد کشته‌شدگان به تبریز منتقل شد.

### درخواست کمک از کشورهای خارجی

#### ترکیه و روسیه
در پی این حادثه ایران از ترکیه و روسیه درخواست کمک کرد. در همین رابطه ترکیه اقدام به فرستادن پهپاد بیرقدار آکینجی و یک فروند بالگرد از نوع کوگار با قابلیت دید در شب به ایران کرد. همچنین ترکیه اعلام کرد ۳۲ پرسنل جستجو و نجات کوهنورد و ۶ وسیله نقلیه از مدیریت استانی وان و ارزروم برای رسیدن به منطقه مورد نظر فرستاده شدند. همچنین در پی بروز این سانحه پوتین با سفیر ایران در روسیه دیدار داشته و پس از آن دفتر ریاست جمهوری روسیه از آماده‌سازی بالگرد و ۶۰ امدادگر برای جستجوی هلیکوپتر رئیس‌جمهور ایران خبر داد.

پهپاد ترکیه‌ای در حال رسم نماد ترکیه بر روی دریاچه وان پس از پیدا کردن لاشه هلیکوپتر رئیس‌جمهور ایران.

#### آمریکا
به گفته وزارت خارجه آمریکا، ایران پس از سقوط بالگرد ابراهیم رئیسی از از آمریکا درخواست کمک کرده بود. اما آمریکا بیشتر به دلایل لجستیکی قادر به ارایه کمک نبوده و این درخواست را رد کرد.

#### اتحادیه اروپا
یانتس لنارچیچ، کمیسر اتحادیه اروپا در امور بشردوستانه و مدیریت بحران اعلام کرد: «با توجه به حادثه بالگرد حامل رئیس‌جمهور و وزیر خارجه ایران و بنا به درخواست تهران به کمک، ما در حال فعال کردن خدمات نقشه‌برداری واکنش سریع ماهواره‌ای کوپرنیک (به انگلیسی: Copernicus EMS) اتحادیه اروپا هستیم.»

## تلفات
در ابتدا گفته شده بود که در این سانحه، ۹ تن کشته شدند. اما بعداً تعداد کشته‌ها ۸ نفر اعلام شد. اسامی آنها به شرح زیر است:
1. سید ابراهیم رئیسی، رئیس‌جمهور[۶۴]
2. سید محمدعلی آل هاشم، نماینده ولی‌فقیه و امام جمعه تبریز[۶۴]
3. مالک رحمتی، استاندار آذربایجان شرقی[۶۴]
4. حسین امیرعبداللهیان، وزیر امور خارجه[۶۴]
5. سرتیپ دوم پاسدار سید مهدی موسوی، فرمانده یگان حفاظت رئیس‌جمهور[۶۴]
6. سرهنگ سید طاهر مصطفوی، خلبان[۶۶][۶۷]
7. سرهنگ محسن دریانوش، کمک خلبان[۶۶][۶۷]
8. سرگرد بهروز قدیمی، مهندس پرواز[۶۷]

## ابهامات و اخبار ضدونقیض

### جزئی بودن حادثه

بسیاری از خبرگزاری‌های وابسته به حکومت ایران در ابتدا خبر سقوط هلیکوپتر رئیسی را تکذیب کردند.

در ابتدا برخی از رسانه‌ها اعلام کردند که بالگرد حامل رئیس‌جمهور به دلیل مه‌آلود بودن هوای منطقه شمال آذربایجان شرقی بر زمین نشسته و کاروان او به صورت زمینی راهی تبریز شده است. خبرگزاری مهر در گزارشی اعلام کرده بود به دلیل شرایط نامساعد جوی، بالگرد حامل رئیس‌جمهور فرود اضطراری داشته و قرار است به صورت زمینی مسیر بین خداآفرین و تبریز را طی کنند. همچنین خبرگزاری فارس با اعلام خبر سلامت رئیسی و هیئت همراه او نوشت: «دقایقی پیش بالگرد حامل رئیس‌جمهور به‌دلیل مه‌آلود بودن هوای منطقه شمال آذربایجان شرقی بر زمین نشسته و هم‌اکنون کاروان رئیس‌جمهور به‌صورت زمینی راهی تبریز شده است.» حتی برخی از منابع محلی مدعی شدند که بالگرد حادثه‌دیده احتمالاً متعلق به همراهان رئیس‌جمهور بوده است و رئیسی در بالگرد حضور نداشته. سپس همان رسانه‌ها به نقل از برخی مقام‌های ایران از «فرود سخت» بالگرد حامل رئیسی خبر دادند اما بلافاصله همان رسانه‌هایی این اخبار را منتشر کرده بودند، به نقل از مقام‌های دیگر دولتی و نظامی آن‌ها را تکذیب کردند.

### هوای منطقه هنگام حادثه
غلامحسین اسماعیلی در روایت روز سه‌شنبه خود بیان کرد که هوا در هنگام پرواز بسیار خوب و بدون هیچ اختلال جوی بوده است. و به گزارش یورونیوز فارسی با بررسی آب و هوای آن زمان از روی نقشه‌ها و سوابق اینترنتی مشخص می‌شود که ادعای او مبنی بر صاف بودن هوا در آن زمان در منطقه سد قیز قلعه‌سی درست است. اسماعیلی همچنین می‌گوید: «بعد از ۴۵ دقیقه از حرکت در دره مجاور منطقه معدن مس سونگون لکه ابری که مانند سفره‌ای در آسمان بگسترانند دیده شد، هیچ هوای مه آلودی نبود و در یک منطقه محدود لکه ابری روی این دره قرار داشت اما از نظر ارتفاع پروازی به گونه‌ای بود که با این ابرها مواجه شدیم و حتی قدری هم پایین‌تر از ابرها بودیم.» با بررسی سوابق آب و هوایی مربوط به آن زمان، می‌بینیم که بارش محدودی در آن منطقه در ساعت ۱۳:۳۰ به وقت ایران وجود داشته است.
اما، کلنل استیو گینارد، خلبان سابق جنگنده در گفتگو با شبکه ای‌بی‌سی آمریکا ادعا می‌کند که در زمان حادثه هوا مه‌آلود بوده است. تصاویری هم که چند کاربر شبکه‌های اجتماعی از لحظه بلند شدن هلیکوپترها به اشتراک گذاشته‌اند، آسمانی ابری را نشان می‌دهد.
اسماعیلی می‌گوید: «سه بالگرد پشت سر هم پرواز می‌کردند و خلبان مصطفوی که خلبان بالگرد حامل رئیس‌جمهور بود به عنوان فرمانده میدان به بقیه خلبانان اعلام می‌کند که بالای ابرها حرکت کنند. بعد از ۳۰ ثانیه ادامه مسیر از بالای ابرها، خلبان بالگرد شماره ۳ متوجه می‌شود که بالگرد وسطی نیست و دیگر بالگرد حامل رئیس‌جمهور را ندیدیم.» یکی از موضوعاتی که کاربران شبکه‌های اجتماعی به آن بسیار اشاره کردند این است که چه‌طور با وجود این که سه هلیکوپتر پشت سر هم پرواز می‌کردند، خلبان هلیکوپتر سوم پس از سی ثانیه متوجه غیبت هلیکوپتر میانی، یعنی هلیکوپتر ابراهیم رئیسی شده است.

### تماس با سرنشینان پس از حادثه
رئیس دفتر ابراهیم رئیسی می‌گوید که با محمدعلی آل‌هاشم، امام جمعه تبریز که در هلیکوپتر آقای رئیسی حضور داشته، تا سه ساعت بعد از حادثه در تماس بوده است. غلامحسین اسماعیلی، رئیس دفتر ابراهیم رئیسی می‌گوید: «محمدعلی آل هاشم، امام جمعه تبریز، تا چند ساعت پس از حادثه به تماس‌های گرفته‌شده به تلفن خلبان پاسخ می‌داده است. دوباره که من تماس گرفتم، آقای آل‌هاشم گفت حالم خوب نیست و متوجه نشدم چه شده است و نمی‌دانم کجا هستم. لابلای درخت‌ها هستم و هیچ‌کسی را نمی‌بینم و تنها هستم. مشخصه جنگل و درخت را داد».
محسن منصوری، معاون اجرایی ابراهیم رئیسی در اخبار ساعت ۲۱ روز حادثه مدعی شده بود با دو نفر از همراهان رئیس‌جمهور که یکی از آنها کادر پرواز بوده در چند نوبت ارتباط برقرار کرده‌اند؛ میان صحبت‌های او و رئیس دفتر رئیسی که می‌گوید پس از سانحه فقط موفق به تماس به آل هاشم شده‌اند تناقض وجود دارد.
مسئله‌دیگری که کاربران شبکه‌های مجازی به آن به دفعات اشاره کرده‌اند این است که آقای اسماعیلی مدعی شده است که تلفن همراه کاپیتان مصطفوی، خلبان پرواز در دست آل‌هاشم بوده که مبهم است. روزنامه هم‌میهن در این رابطه نوشت: «چگونه کسی می‌تواند چنین سقوطی را تجربه کند و همچنان دسترسی به تلفن همراه خودش داشته باشد، چه رسد به اینکه تلفن همراه خلبان در دسترس او باشد و پاسخ هم داده باشد. آن هم تلفن کس دیگری که می‌گوید اصلاً آن‌ها را نمی‌بیند.»
صدا و سیمای جمهوری اسلامی ویدئویی از لحظهٔ تماس با موبایل خلبان که به ادعای آن‌ها آل هاشم آن را پاسخ می‌دهد پخش کرد. اما در این ویدئو هیچ صدایی از آن طرف خط شنیده نمی‌شود و به ابهامات و تناقضات موجود در این زمینه نیز پاسخی نمی‌دهد.
عیسی زارع‌پور، وزیر ارتباطات و فناوری اطلاعات نیز گفت: «گوشی یکی از سرنشینان بالگرد رئیس‌جمهوری تا ساعت هفت و هشت شب روشن بود و توانستیم با استفاده از آنتن‌دهی آن اطلاعات خوب و دقیق‌تری از محدوده بگیریم و در اختیار گروه‌های امدادی و تیم‌های پهپادی کشور ترکیه که قبلاً با هماهنگی مجوز دریافت کرده بودند، قرار دهیم.» ادعای دیگری که توسط مقامات مطرح شد این بود که برای ردگیری موبایل به «حداقل سه بی‌تی‌اس نیاز است، اما فقط یک بی‌تی‌اس نزدیک آنجا بود.»

### عدم مشاهده دود در محل حادثه
غلامحسین اسماعیلی گفت: «وقتی توانستیم محل حادثه را پیدا کنیم، اوضاع و احوال اجساد نشان می‌داد که آن‌ها بلافاصله پس از حادثه کشته شدند، اما آقای آل‌هاشم چند ساعتی پس از حادثه جان باخته بود و با او در تماس بودیم و در آن منطقه پس از ناپدید شدن بالگرد رئیس‌جمهور هیچ‌گونه صدای انفجار، و آتش مشاهده نکردیم.»
این درحالی است که اصغر عباسقلی‌زاده فرمانده سپاه پاسداران آذربایجان شرقی پس از پیدا شدن اجساد گفته بود، برخی از پیکرها متأسفانه سوخته‌اند و قابل شناسایی نیستند و همچنین منصور ارضی، مداح نزدیک به علی خامنه‌ای، نیز در مراسمی ادعا کرد که جسد رئیسی سوخته بود. تصاویری که از صحنه سقوط منتشر شده، چند جسد به نظر سوخته می‌رسند اما یک جسد که به پشت افتاده به نظر می‌رسد که کاملاً سالم است. همین امر باعث پدیدار شدن تناقضاتی می‌شود که اگر انفجار صورت گرفته است چطور برای سایرین قابل رویت نبوده یا اگر بنابر اظهارات آقای اسماعیلی انفجاری نبوده، چرا پیکرها سوخته‌اند.

### کادر پرواز
- امیر سرتیپ دوم خلبان سید طاهر مصطفوی خلبان اصلی پرواز رئیس‌جمهور با تخصص خلبانی بالگرد ۲۱۴ و سابقه ۲۰۰۰ ساعت پرواز
- امیر سرتیپ دوم خلبان محسن دریانوش کمک خلبان پرواز رئیس‌جمهور در کارنامه خدمتی خود دارای ۱۴۵۰ ساعت پرواز
- سرهنگ دوم فنی بهروز قدیمی با تخصص الکترومکانیک دارای ۷۲۰ ساعت پرواز.[۷۹][۸۰][۸۱][۸۲]

صبا و مهرداد بختیاری، خواهر و برادر منوچهر بختیاری، زندانی سیاسی و پدر پویا بختیاری (از جان‌باختگان آبان ۱۳۹۸)، با انتشار عکسی اعلام کردند که بهروز قدیمی، تکنسین این پرواز، پسرعمهٔ آن‌ها بوده است.

### نخستین مشاهده لاشه بالگرد
در ترکیه، خبرگزاری دولتی آناتولی اعلام کرد لاشه بالگرد حامل رئیسی در مختصات اعلامی پهپاد آکینجی این کشور پیدا شده است اما ستاد کل نیروهای مسلح جمهوری اسلامی ایران اعلام کرد پهپاد ترکیه‌ای به دلیل «نداشتن تجهیزات تشخیص و کنترل نقاط زیر ابر» موفق به اعلام دقیق محل سقوط بالگرد نشد و در نهایت به کشور ترکیه بازگشت بلکه یک پهپاد ایرانی مجهز به رادار دهانه ترکیبی از شمال اقیانوس هند به ایران بازگشت و این محل را کشف کرد. این در حالی است که تصاویر پهپاد ترکیه‌ای به صورت اینترنتی پخش می‌شد و بیش از یک میلیون نفر به صورت آنلاین این تصاویر را مشاهده کردند. از طرفی موقعیت پهپاد نیز از طریق سامانه‌های پیگیری پرواز قابل مشاهده بود. بخش راستی‌آزمایی بی‌بی‌سی فارسی پس از مقایسه مختصات اعلامی از سوی رسانه‌های ترکیه‌ای و مختصات محل سقوط متوجه شد مختصات اعلامی از طرف این رسانه‌ها با محل سقوط حدود ۶ کیلومتر فاصله دارد. مشخص نیست که آیا ترکیه مختصات دیگری به ایران ارائه کرده یا خیر. پهپاد ترکیه‌ای پس از پایان عملیات، بر روی دریاچه وان دور افتخار زد و ماه و ستارهٔ پرچم ترکیه را رسم کرد.
رسانه‌های داخلی اعلام کردند ورزشکاران موتورسواری کراس نخستین کسانی بودند که به محل سقوط و لاشهٔ بالگرد رسیدند.

### تئوری توطئه
برخی گزارش‌های تأیید نشده به نقش احتمالی اسرائیل و مجتبی خامنه‌ای در این حادثه پرداخته‌اند.
علی‌اکبر رائفی‌پور، نظریه‌پرداز ایرانی مدتی بعد از مرگ رئیسی، در سخنانی سربسته گفت «با چندین خلبان در خصوص سقوط بالگرد صحبت کردم و برای آن‌ها هم این اتفاق عجیب بود. خلبان بالگرد رئیس‌جمهور بسیار ماهر بوده است و برای جابه‌جایی رهبر انقلاب بارها از همین بالگرد و خلبان استفاده شده بود. افرادی که با این خلبان پرواز کرده‌اند می‌گویند او در رعایت نکات ایمنی خیلی محتاط بوده است.»
روزنامه جمهوری اسلامی روز پنج‌شنبه سوم خرداد در مطلبی تحلیلی با بیان فرضیات مختلف از احتمال توطئه خارجی در سقوط بالگرد خبر داد. این موضوع در حالی بود که یک مقام ارشد دولت جو بایدن به شبکه ان‌بی‌سی نیوز گفته است «هیچ دخالت خارجی‌ای» در سقوط بالگرد حامل ابراهیم رئیسی وجود نداشته است. همچنین مقامات اسرائیلی اعلام کردند که هیچ نقشی در سقوط هلیکوپتر نداشته‌اند.

### انتشار نخستین گزارش از حادثه
مرکز ارتباطات ستاد کل نیروهای مسلح جمهوری اسلامی ایران نخستین گزارش هیئت عالی بررسی ابعاد و علل سانحه بالگرد حامل رئیس‌جمهور و هیئت همراه را بدین شرح منتشر کرد:
- بالگرد در مسیر پیش‌بینی شده از قبل ادامه مسیر داده و از مسیر تعیین شده پروازی خارج نگردیده است.
- حدود یک و نیم دقیقه قبل از سانحه بالگرد، خلبان بالگرد سانحه دیده با دو بالگرد دیگر گروه پروازی ارتباط برقرار نموده است.
- آثار اصابت گلوله یا موارد مشابه آن در اجزای باقی مانده بالگرد سانحه دیده مشاهده نگردیده است.
- بالگرد سانحه دیده پس از برخورد با ارتفاع، دچار آتش‌سوزی شده است.
- به دلیل پیچیدگی منطقه، مه گرفتگی و درجه حرارت پایین، عملیات تجسس به شب کشیده شده و در طول شب نیز استمرار می‌یابد و در بامداد صبح روز دوشنبه (ساعت ۵ صبح) با کمک پرنده‌های بدون سرنشین (ایرانی) نقطه دقیق محل سانحه مشخص و نیروهای زمینی عملیات تجسس در آن نقطه حضور پیدا می‌کنند.
- در مکالمات برج مراقبت با گروه پروازی نیز مورد مشکوکی مشاهده نگردیده است.[۹۹][۱۰۰][۱۰۱][۱۰۲][۱۰۳][۱۰۴][۱۰۵][۱۰۶]

## پیامدها
طبق اصل ۱۳۱ قانون اساسی، در صورت فوت، عزل، استعفا، غیبت یا بیماری بیش از دو ماه رئیس‌جمهور، معاون اول رئیس‌جمهور با موافقت رهبری اختیارات و مسئولیت‌های وی را برعهده می‌گیرد. در این مدت شورایی متشکل از رئیس مجلس و رئیس قوه قضاییه و معاون اول رئیس‌جمهور موظف است ترتیبی دهد که حداکثر ظرف مدت پنجاه روز رئیس‌جمهور جدید انتخاب شود. بر همین اساس محمد مخبر با فرمان خامنه‌ای به سمت مدیریت قوهٔ مجریه منصوب شد. محمد مخبر نیز بر اساس اصل ۱۳۵ قانون اساسی ایران علی باقری کنی را به سرپرستی وزارت خارجه منصوب کرد و با موافقت شورای نگهبان بنا شد در ۸ تیر انتخابات ریاست‌جمهوری برگزار شود.
همه امتحانات دانش‌آموزان کشور تا پایان هفتهٔ وقوع حادثه لغو شد و سازمان سنجش و ارزشیابی نظام آموزش طی اطلاعیه‌ای از تعویق نوبت دوم آزمون سراسری سال ۱۴۰۳ که قرار بود ۷ و ۸ تیرماه برگزار شود خبرداد و آزمون سراسری به روزهای ۲۱ و ۲۲ تیرماه سال ۱۴۰۳ موکول شد.
بدین شکل دولت سیزدهم جمهوری اسلامی ایران به پایان رسید.
- در پی تأیید درگذشت رئیسی، رهبر جمهوری اسلامی پنج روز عزای عمومی اعلام کرد.[۱۱۶]
- در پی اعلام خبر درگذشت رئیسی، صدها تن در میدان ولی‌عصر در سوگ رئیس‌جمهور تجمع کردند. در جلسه مجلس خبرگان رهبری در ۱ خرداد، تصویر تزیین‌شده رئیسی با گل بر روی صندلی وی قرار گرفت.[۱۱۷]
- در نشست شورای امنیت سازمان ملل متحد به احترام رئیسی یک دقیقه سکوت شد.[۱۱۸] این اقدام با اعتراضات و انتقادهایی همراه بود.[۱۱۹]
- اعلام عزای عمومی در کشورهای هند، پاکستان، ترکیه، کوبا، عراق، سوریه، لبنان، سریلانکا و تاجیکستان[۱۲۰][۱۲۱][۱۲۲]
- تمامی بازی‌های هفته‌های بیست و نهم و سی ام لیگ برتر فوتبال ایران با یک دقیقه تأخیر آغاز شدند.
- تعلیق شدن مذاکرات هسته‌ای ایران تا اطلاع ثانوی از طرف ایرانی‌ها[۱۲۳]
- پخش برنامه «چندشنبه با سینا» در «ام‌بی‌سی پرشیا» به صورت موقت لغو شد اما به خاطر انتشار فیلم برنامه در اینترنت که در آن با مرگ رئیسی شوخی شده بود، به‌طور کلی این برنامه از شبکه کنار گذاشته شد.[۱۲۴]

## تشکیل پرونده قضایی
در ۲۲ خرداد ۱۴۰۳ سخنگوی قوه قضاییه دربارهٔ رویداد سقوط بالگرد سید ابراهیم رئیسی و همراهان گفت: بلافاصله بعد از وقوع حادثه گروهی از سوی سازمان قضایی نیروهای مسلح مأموریت پیدا کرد تا موضوع را پیگیری کند و پرونده‌ای در این خصوص تشکیل شد. او ادامه داد: ضابطان در حال جمع‌آوری ادله و گزارش‌ها نهایی هستند و به محض تکمیل تحقیقات و ارائه به دستگاه قضایی موضوع پرونده با تمام ابعاد پیگیری و در وقت تعیین شده، اطلاع‌رسانی لازم صورت خواهد گرفت.

## واکنش‌ها به سانحه
واکنش ایرانیان به این سانحه به‌ویژه در فضای مجازی به دو صورت بود، گروهی از ایرانیان پس از این حادثه به شادی پرداختند و گروهی دیگر به عزاداری مشغول شدند. حامیان حکومت در شبکه‌های اجتماعی با «شهید» نامیدن ابراهیم رئیسی از «مردمی بودن» او سخن گفتند. برای اولین‌بار در تاریخ ایران ، حکومت مراسم تولد علی بن موسی الرضا در مشهد را لغو کرد و از مردم دعوت کرد تا در اماکن مذهبی برای سلامتی سید ابراهیم رئیسی و همراهانش دعا کنند. مخالفان جمهوری اسلامی و آسیب‌دیدگان اعتراضات ۱۴۰۱، با خرسندی از این حادثه یاد کرده و تصاویری از خوشحالی و سرور خود منتشر کرده‌اند. به گفته خبرگزاری دویچه وله، بسیاری از بازیگران سینما، تئاتر و تلویزیون در داخل ایران در واکنش به خبر مرگ او به دلیل شرایط امنیتی حاکم بر کشور سکوت اختیار کردند. اما برخی هنرمندان خارج از کشور با توجه به نداشتن ملاحظات امنیتی عکس‌العمل‌های آزادتری در ابراز عقاید خود داشتند. مجله فرانسوی شارلی ابدو هم دربارهٔ مرگ ابراهیم رئیسی و نقض حقوق بشر در ایران چند طرح منتشر کرد که در یکی از آن‌ها، چهره یک زن خندان بدون پوشش حجاب به چشم می‌خورد که در نزدیکی یک مسجد ایستاده و یک جفت گوشواره به شکل بالگرد از گوش‌هایش آویزان است. در طرح دیگری که بعداً توسط حساب توییتری همین نشریه به زبان فارسی هم منتشر شد، یک بالگرد در حال سقوط تصویر شده که دستی بزرگ از آسمان آن را له کرده. این متن در دل طرح نوشته شده: «خدا وجود داره: او ما را از شر ملاها رها میکنه.»

## جشن مخالفان جمهوری اسلامی
ایرانیان
در پس سقوط هلیکوپتر در جنگل دیزمار در ورزقان تعداد زیادی از کاربران شبکه‌های اجتماعی به شادی پرداختند و از احتمال مورد حمله قرار گرفتن جسد ابراهیم رئیسی و حسین امیرعبداللهیان توسط خرس‌ها و گرگ‌های جنگل دیزمار ورزقان و سوختن جسد وی اقدام به ساخت لطیفه و طنزپردازی کردند. تعداد زیادی از ایرانیان ساکن کپنهاگن، توکیو، هامبورگ و کلن، آلمان لندن، بریتانیا، تورنتوو ونکووردر کانادا و دیگر شهرهای اروپا و آمریکای شمالی به رقص و پایکوبی پرداختند؛ همچنین تعدادی از ایرانیان در مقابل سفارت جمهوری اسلامی ایران در توکیو، سفارت جمهوری اسلامی ایران در کپنهاگن، کنسولگری جمهوری اسلامی ایراندر هامبورگ،سفارت جمهوری اسلامی ایران در لندن، سفارت جمهوری اسلامی ایران در بروکسل، سفارت جمهوری اسلامی ایران در لاهه در هلند، سفارت جمهوری اسلامی در برن واقع در سوئیس، کنسولگری جمهوری اسلامی ایران در ملبورن، کنسولگری جمهوری اسلامی ایران در سیدنیو دیگر شهرهای جهان مرگ وی را جشن گرفتند و شعارهای ضد نظام جمهوری اسلامی سر دادند همچنین در پی تأیید خبر مرگ ریاست جمهوری اسلامی و همراهان وی تعدادی از ایرانیان داخل ایران نیز اقدام به آتش بازی و ترقه زنی در بسیاری از شهرها از جمله شهرهای تهران، اصفهان، کرمان، کرج و شیرازکردند؛ همچنین در جریان انتخابات ریاست‌جمهوری ایران (۱۴۰۳) معترضان در مقابل سفارت جمهوری اسلامی ایران در لندنو کنسولگری جمهوری اسلامی ایران در هامبورگ اقدام به قرار دادن هلیکوپتر بادکنکی و تمسخر مرگ ابراهیم رئیسی و حسین امیرعبداللهیان نمودند.
سوریه
در پی وقوع سانحه مرگبار برای هلیکوپتر بل ۲۱۲ ابراهیم رئیسی و همراهان وی، تعدادی از شهروندان جمهوری عربی سوریه اقدام به پخش شیرینی، شادی و تمسخر مرگ وی کردند.
باریکه غزه
همچنین تعدادی از ساکنان باریکه غزه که هم‌اکنون درگیر جنگ اسرائیل و حماس هستند؛ اقدام به پخش شیرینی و تنقلات و شادی در پی مرگ ابراهیم رئیسی و همراهان در سانحه هلیکوپتر ورزقان نمودند.

## واکنش‌های خبرگزاری‌ها و سیاستمداران

### داخلی
- صدا و سیما مراسم‌های دعا برای حادثه سقوط بالگرد را به‌صورت زنده پخش کرد و خبرگزاری فارس به خوانندگان توصیه کرد برای سلامتی رئیسی دعا کنند.[۱۶۱]
- خبرگزاری آناتولی در بخش‌های خبری خود تصاویر مربوط به پهپاد آکینجی که برای عملیات یافتن لاشه هلیکوپتر آمده بود را به‌صورت زنده نشان می‌داد.[۱۶۲][۱۶۳]
- دادستان تهران به برخی از رسانه‌هایی که اقدام به پخش اخبار «کذب» کرده‌اند تذکر داد.[۱۶۴]
- سید علی خامنه‌ای، رهبر ایران، اظهار امیدواری کرد و گفت: «ملت ایران نگران و دلواپس نباشند، هیچ اختلالی در کار کشور به وجود نمی‌آید.»[۱۶۵]
- سرلشکر محمد باقری، رئیس ستاد کل نیروهای مسلح جمهوری اسلامی ایران به سازمان نیروهای مسلح دستور داد که برای تفحص و امدادرسانی در سانحه بالگرد حامل سید ابراهیم رئیسی، رئیس‌جمهور و همراهان وی از کلیه امکانات، تجهیزات و ظرفیت‌های ارتش جمهوری اسلامی ایران، سپاه پاسداران انقلاب اسلامی و فراجا استفاده شود.[۱۶۶]
- سید محمد خاتمی پنجمین رئیس‌جمهور ایران: «با نگرانی در این شرایط خاص کشور، اخبار نگران کننده در مورد سقوط بالگرد رئیس‌جمهور و همراهان را پیگیری و برای سلامت ایشان و همراهان دعا می‌کنم.»[۱۶۷]
- انجمن خانواده‌های جانباختگان پرواز پی‌اس۷۵۲ با انتشار بیانه‌ای گفت «در شب هجدهم دی‌ماه ۱۳۹۸ ابراهیم رییسی از اعضای شورای عالی امنیت ملی در حکومت اسلامی بود. او نه تنها در باز گذاشتن آسمان ایران و شلیک به پرواز PS752 نقش داشت بلکه از نیروهای سپاه پاسداران انقلاب اسلامی تقدیر کرد و به عنوان رئیس قوهٔ قضاییه تمام تلاشش را به کار بست تا تلاش خانواده‌ها در ایران برای یافتن حقیقت با بن‌بست مواجه شود.»[۱۶۸]
- سازمان حقوق بشری هه‌نگاو در واکنش به مرگ ابراهیم رئیسی در سقوط بالگرد نوشت: «در بهترین حالت باید اعضا چنین هیئت مرگ و سازمان‌دهندگان جنایت‌های وسیع جمهوری اسلامی را پشت میله دادگاه‌های جنایت علیه بشریت دید.»[۱۶۹]
- شورای هماهنگی تشکل‌های صنفی فرهنگیان ایران با اشاره به مرگ ابراهیم رئیسی در بیانیه‌ای نوشت «امیدوار است کسانی که در کودک‌کشی به ویژه در ایران دستی داشته‌اند در دادگاهی مردمی و عادلانه به سزای اعمال خود برسند».[۱۶۹]

### بین‌المللی
- وزارت امور خارجه ایالات متحده آمریکا اعلام کرد که از این حادثه آگاه است. به گفته کاخ سفید، جو بایدن، رئیس‌جمهور ایالات متحده، در جریان این حادثه قرار گرفت.[۱۷۰][۱۷۱] متیو میلر، سخنگوی وزارت امور خارجه آمریکا گفت شادی و خرسندی مردم ایران و داغدیدگان خیزش ۱۴۰۱ از مرگ ابراهیم رئیسی را «قطعاً درک می‌کند».[۱۷۲]
- شارل میشل، رئیس شورای اروپا در شبکه اجتماعی اِکْس نوشت: «ما همراه با کشورهای عضو اتحادیه اروپا و شرکا، وضعیت را از نزدیک زیر نظر داریم.»[۱۷۳] پیام تسلیت اتحادیه اروپا به این مناسبت رسماً در قالب توئیت‌هایی ابتدا از سوی شارل میشل، رئیس شورای اروپا و سپس توسط جوزپ بورل، مسئول سیاست خارجی این نهاد اروپایی منتشر شد. شارل میشل، در پیام خود آورده بود: «اتحادیه اروپا درگذشت رئیس‌جمهوری و وزیر امور خارجه ایران و سایر اعضای هیئت همراه را در سانحه سقوط هلیکوپتر تسلیت می‌گوید.»[۱۷۴]

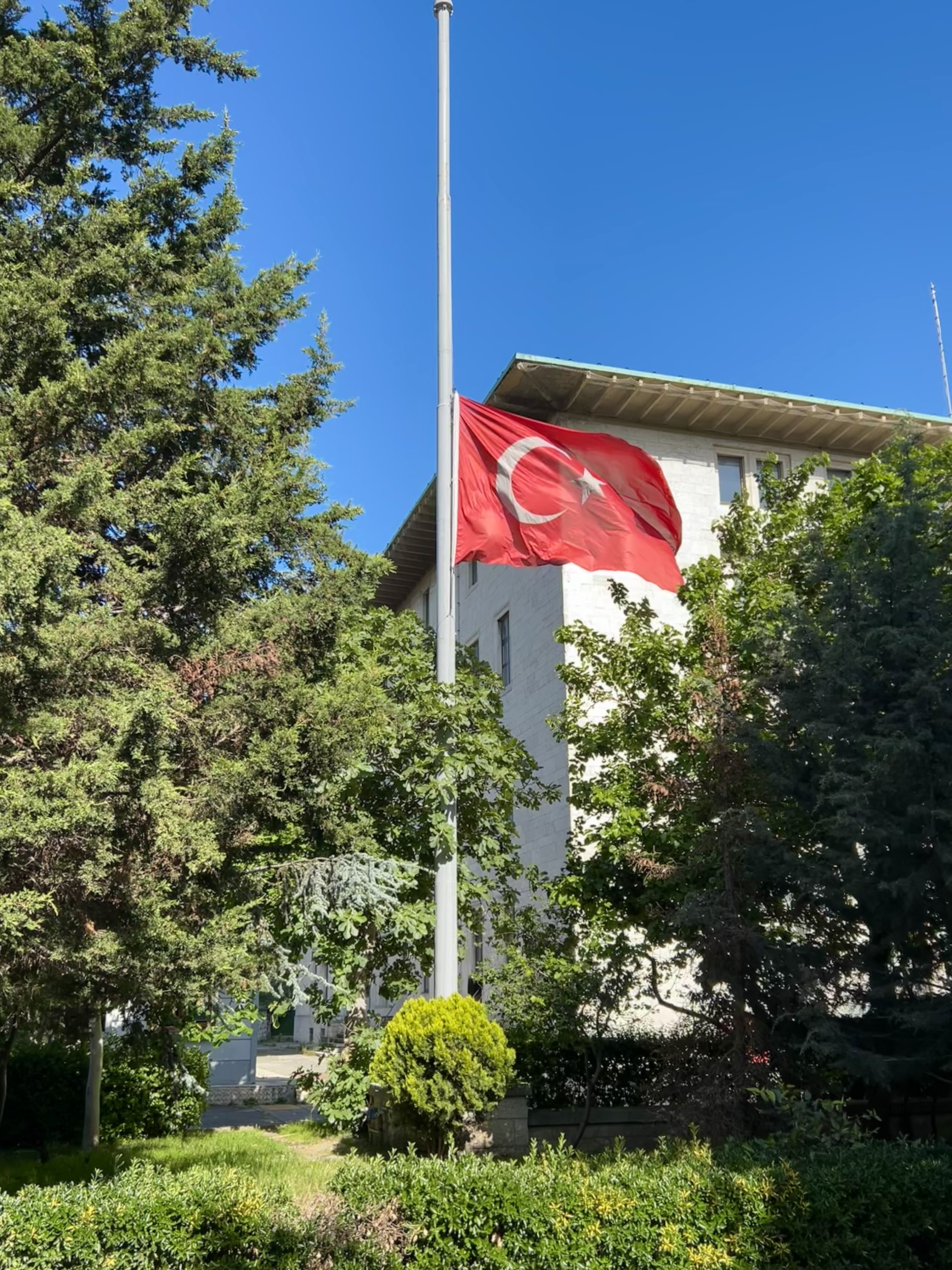
پرچم ترکیه در پی اعلام خبر به حالت نیمه افراشته درآمد.

- -  در عین حال، خیرت ویلدرس، رهبر حزب برای آزادی (هلند) و چارلی وایمرز عضو منتخب سوئد در پارلمان اروپا در پاسخ به توییت وی در ایکس نوشتند «نه از طرف من» (از طرف من تسلیت نگو)[۱۷۵][۱۷۶][۱۷۷]
- ماریا زاخارووا، سخنگوی وزارت امور خارجه روسیه با بیان اینکه اطلاعات مربوط به سانحه بالگرد حامل مقامات بلندپایه ایران از جمله رئیس‌جمهور این کشور را از نزدیک رصد می‌کنیم؛ افزود: «امیدواریم سرنشینان بالگرد در سلامت باشند و خطری جانشان را تهدید نکند. روسیه آماده کمک به جستجوی بالگرد مفقود شده حامل رئیس‌جمهور ایران و تحقیقات دربارهٔ علت این حادثه است.»[۱۷۸][۱۷۹]
- شهباز شریف، نخست‌وزیر پاکستان با ابراز نگرانی از گزارش‌های اخیر مبنی بر سانحه بالگرد حامل رئیس‌جمهور ایران و همراهانش، گفت فکر و دعای او با رئیس‌جمهور رئیسی و ملت ایران است.[۱۸۰]دولت پاکستان ۱ روز عزای عمومی اعلام کرد.[۱۸۱]
- محمد شیاع السودانی، نخست‌وزیر عراق پس از این حادثه به وزارت کشور، هلال احمر عراق و طرف‌های مرتبط برای ارائه امکانات موجود به جمهوری اسلامی ایران برای یافتن بالگرد رئیس‌جمهوری ایران که در شمال ایران ناپدیده شده، دستور داد.[۱۸۲]دولت عراق ۱ روز عزای عمومی اعلام کرد.[۱۸۱]
- رستم امامعلی رئیس مجلس ملی تاجیکستان در پیام تسلیت گفت: «خبر دلخراش سقوط بالگرد و جان باختن سید ابراهیم رئیسی رئیس‌جمهوری اسلامی ایران، حسین امیرعبداللهیان وزیر امور خارجه جمهوری اسلامی ایران و هیئت همراه ایشان موجب اندوه عمیق ما شد. در ارتباط با این فاجعه سنگین، از طرف خود و نمایندگان مجلس ملی جمهوری تاجیکستان، مراتب همدردی عمیق و صمیمانه خود را به شما و مردم برادر ایران عرض نموده، برای همه بستگان و خویشاوندان شهدا صبر جمیل خواهانم.»[۱۸۳]دولت تاجیکستان ۲ روز عزای عمومی اعلام کرد.[۱۸۱]
- الهام علی‌اف، رئیس‌جمهور آذربایجان پس از این حادثه در شبکه اجتماعی اِکْس نوشت: «دعای ما از خداوند متعال با رئیس‌جمهور ابراهیم رئیسی و هیئت همراه وی است. جمهوری آذربایجان به عنوان کشوری همسایه، دوست و برادر آماده ارائه انواع حمایت‌ها می‌باشد.»[۱۸۴]
- رجب طیب اردوغان، رئیس‌جمهور ترکیه در پیامی اعلام کرد: «از سانحه هوایی که برای رئیس‌جمهور ایران پیش آمده بسیار متأسف هستیم» همچنین وزارت امور خارجه ترکیه نیز در بیانیه‌ای اعلام کرد: «تحولات درخصوص سانحه بالگرد حامل رئیس‌جمهور ایران را با نگرانی دنبال می‌کنیم. امیدواریم رئیس‌جمهور و مسئولان ایرانی سلامت باشند.»[۱۸۵]دولت ترکیه ۱ روز عزای عمومی اعلام کرد.[۱۸۱]
- نارندرا مودی، نخست‌وزیر هند ضمن اظهار تأسف از این سانحه، اعلام کرد: «ما در این ساعت سخت با مردم ایران اعلام همبستگی می‌کنیم و برای رئیس‌جمهور و اطرافیانش دعا می‌کنیم»[۱۸۶] دولت هند ۱ روز عزای عمومی اعلام کرد.[۱۸۱]
- میگل دایاز-کانل رئیس‌جمهور کوبا همبستگی خود با رهبر ایران و بهترین امیدها و آرزوهای خود برای یافتن رئیس‌جمهور ایران و همراهان وی را ابراز کرد.[۱۸۷]
- دولت عمان در بیانیه‌ای اعلام کرد که با نگرانی شدید ناپدید شدن بالگرد رئیس‌جمهور ایران را دنبال می‌کند و آماده پشتیبانی و همکاری با ایران است.[۱۸۷]

آندژی دودا رئیس‌جمهور لهستان درگذشت سید ابراهیم رئیسی را تسلیت گفت.
 برزیل:
لوئیس ایناسولولاداسیلوا رئیس‌جمهوربرزیل در پیامی، درگذشت رئیس‌جمهور ایران سید ابراهیم رئیسی و وزیر امور خارجه حسین امیرعبدالهیان را تسلیت گفت.
- وزارت امور خارجه لبنان اعلام کرد: «ما بر همدردی خود با دولت و مردم ایران در این مصیبت تأکید می‌کنیم و برای رئیس‌جمهور ایران و اطرافیانش آرزوی سلامتی داریم.»[۱۸۷]دولت لبنان ۳ روز عزای عمومی اعلام کرد.[۱۸۱]
- وزیر امور خارجه ونزوئلا اعلام کرد که رئیس‌جمهور نیکلاس مادورو از نزدیک حوادث مربوط به سقوط بالگرد ابراهیم رئیسی را دنبال می‌کند.[۱۸۷]
- گروه اخوان المسلمین ضمن ابراز تاسف نسبت به ناپدیدشدن بالگرد حامل رئیس‌جمهور ایران و هیئت همراه وی، برای آنان آرزوی سلامتی کرد.[۱۸۷]
- محمد عبدالسلام سخنگوی انصارالله یمن از حادثه پیش آمده ابراز تاسف کرد.[۱۸۷]
- سید عمار حکیم، رئیس جریان حکمت ملی عراق در پیامی نسبت به اخبار مربوط به وضعیت ابراهیم رئیسی، رئیس‌جمهور ایران و هیئت وزارتی و دولتی همراهش ابراز نگرانی کرد.[۱۸۷]
- سخنگوی دبیرکل سازمان ملل متحد امروز یکشنبه و به دنبال حادثه سقوط بالگرد حامل سید ابراهیم رئیسی رئیس‌جمهور اسلامی ایران با صدور بیانیه ای اعلام کرد: آنتونیو گوترش با نگرانی اخبار مربوط به وقوع سانحه برای بالگرد رئیس‌جمهور ایران را پیگیری می‌کند.[۱۸۷]
- وزارت خارجه سوریه با انتشار بیانیه ای ضمن ابراز نگرانی از حادثه فرود اضطراری بالگرد حامل ابراهیم رئیسی رئیس‌جمهور اسلامی ایران اعلام کرد تلاش‌های‌های نهادها و تیم‌های امداد و نجات برای دسترسی به محل این حادثه را دنبال می‌کند.[۱۸۷]دولت سوریه ۳ روز عزای عمومی در این کشور اعلام کرد.[۱۸۱]
- نچیروان ادریس بارزانی رئیس اقلیم کردستان عراق ضمن ابراز نگرانی دربارهٔ وضعیت سلامتی رئیس‌جمهور کشورمان برای سلامتی وی و همراهانش دعا کرد.[۱۸۷]
- وزارت خارجه کویت با صدور بیانیه ای از حادثه پیش آمده ابراز نگرانی کرد.[۱۸۷]
- «ماجد الانصاری» سخنگوی وزارت خارجه قطر ضمن ابراز نگرانی و آرزوی سلامتی برای رئیس‌جمهور از آمادگی این کشور در پشتیبانی این سانحه خبر داد.[۱۸۷]
- گروهک شبه نظامی اسلامگرای حماس طی بیانیه‌ای اعلام کرد: ما در جنبش مقاومت اسلامی حماس با اهتمام و نگرانی فراوان پیگیر اخبار مربوط به حادثه فرود اضطراری بالگرد هستیم.[۱۸۷]
- وزارت خارجه عربستان با صدور بیانیه‌ای اعلام کرد: «با نگرانی فراوان اخبار منتشرشده از سوی رسانه‌ها در خصوص بالگرد حامل رئیس‌جمهور ایران را دنبال می‌کنیم.»[۱۸۷]
- وزارت امور خارجه ارمنستان با صدور بیانیه ای اعلام کرد: از اخبار واصله از ایران در مورد سانحه بالگرد حامل رئیس‌جمهور این کشور شوکه شده است. در این بیانیه آمده بود که ارمنستان آماده تقدیم تمام کمک‌های لازم در این زمینه است.[۱۸۸]

### اپوزیسیون ایران
- رضا پهلوی با اشاره به شادمانی گروهی از مردم ایران و به ویژه خانواده‌های محکومان سیاسی از مرگ رئیسی، گفت: «شاید تنها افسوس‌شان این است که او سقوط جمهوری اسلامی را ندید و برای جرم و جنایت‌هایش محاکمه نشد.»[۱۸۹]
- مریم رجوی، رئیس‌جمهور منتخب شورای ملی مقاومت ایران گفت: «مرگ رئیسی «ضربه راهبردی تاریخی و جبران‌ناپذیر» به رهبر آخوندها، علی خامنه‌ای و کل رژیم است. این یک سلسله پیامدها و بحران‌ها را در درون استبداد مذهبی ایجاد خواهد کرد. نفرین مادران و عدالت‌خواهان اعدام‌شدگان همراه با لعنت مردم و تاریخ ایران، بدرقه ابراهیم رئیسی است. وی عامل بدنام قتل‌عام زندانیان سیاسی در سال ۱۳۶۷ است».[۱۹۰][۱۹۱][۱۹۲][۱۹۳][۱۹۴]

### غیره
- ایران اینترنشنال مدعی شد که افرادی از سکنه نوار غزه برای مرگ رئیسی ابراز شادمانی کردند. همچنین به گزارش این خبرگزاری، یکی از آوارگان فلسطینی به خبرگزاری فرانسه گفت رئیسی برای ما و غزه هیچ اهمیتی ندارد.[۱۹۵]
- سید علی سیستانی، مرجع تقلید عراقی در پیامی، سانحه رخ داده برای رئیس‌جمهور ایران را تسلیت گفت.[۱۹۶]
- مقتدی صدر در شبکه اجتماعی ایکس در پیامی این حادثه را تسلیت گفت.[۱۹۷]
- پاپ فرانسیس در پیامی، درگذشت سید ابراهیم رئیسی و حسین امیر عبدالهیان را به رهبر ایران تسلیت گفت.[۱۹۸]
- رئیس شورای جهانی صنایع‌دستی با ارسال پیامی درگذشت رئیس‌جمهور ایران را تسلیت گفت.[۱۹۹]

## تهدید و بازداشت شهروندان

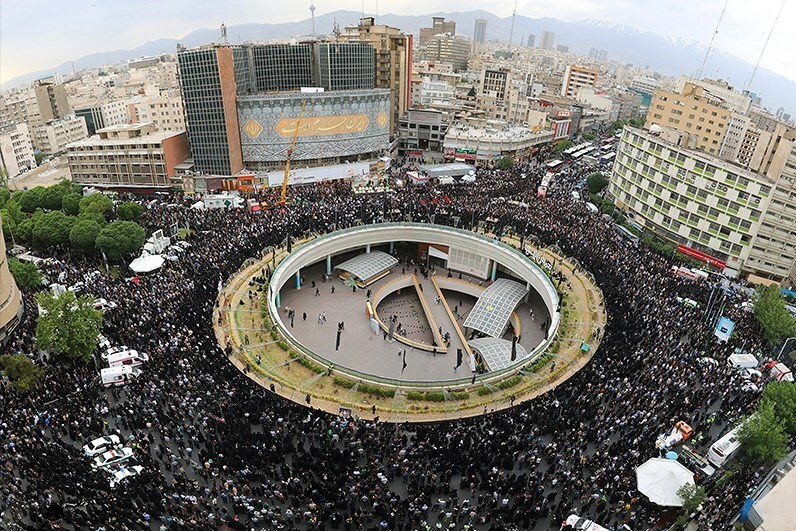
تجمع حامیان رئیسی در میدان ولیعصر تهران، ساعاتی پیش از اعلام خبر مرگ سرنشینان هلیکوپتر

این حادثه بین کاربران فارسی‌زبان در شبکه‌های اجتماعی واکنش‌های طنزآمیز گسترده‌ای به دنبال داشت. مقام‌های قضایی، امنیتی و پلیس فتا روزنامه‌نگاران و کاربران فضای مجازی را به‌علت واکنش به مرگ رئیسی و سقوط بالگرد با عنوان اقدام به «توهین» یا «مخدوش ساختن امنیت روانی جامعه و تشویش اذهان عمومی» تهدید به برخورد شدید کردند. محمد موحدی آزاد، دادستان کل کشور، طی بخشنامه‌ای کاربران رسانه‌های اجتماعی را تهدید به «برخورد سریع، مؤثر و بازدارنده» کرد. برخی هنرمندان، ورزشکاران و فعالان از تماس نهادهای امنیتی همچون وزارت اطلاعات خبر دادند و اعلام کردند که از آنها خواسته شده توییت‌ها یا پست‌های خود را حذف کرده و طی روزهای پیش رو مطلبی منتشر نکنند. رضا ببرنژاد، برادر دادخواه مهدی ببرنژاد از کشته‌شدگان خیزش زن، زندگی، آزادی به‌علت انتشار ویدیوی رقص برادرش توسط اطلاعات سپاه در قوچان بازداشت شد. شقایق محمدی، همسر حسین مرادمند، بازیکن فوتبال تیم استقلال به‌دلیل انتشار بخشی از شعر حافظ با عنوان «ظالم نَبَرد راه به منزل» توسط وزارت اطلاعات احضار شد. اکبر یوسفی شهروند ملکانی به‌علت انتشار یک استوری با عنوان «امیدوارم جنگل آسیبی ندیده باشد» بازداشت و پس از یک روز با قرار وثیقه آزاد شد. یک متصدی رستوران در قم به‌دلیل انتشار مطالبی دربارهٔ مرگ رئیسی بازداشت و رستورانش نیز پلمپ شد.
پلیس فتا برای ۸۰ سایت به اتهام توهین به سقوط بالگرد رئیسی به‌دلیل انتشار مصادیق توهین‌آمیز و شایعه دربارهٔ سانحه بالگرد حامل رئیس‌جمهور و همراهانش پرونده تشکیل داد.

### بازداشت ۷ شهروند در فومن
نیروی انتظامی از بازداشت ۱ زن و ۶ مرد در شهرستان فومن استان گیلان به اتهام آنچه که انتشار محتوا، مطالب و تصاویر توهین‌آمیز نسبت ابراهیم رئیسی و همراهان شدر فضای مجازی به قصد تشویش اذهان عمومی نامیده‌اند خبر داد.

### بازداشت ۱۰ شهروند در املش گیلان
فرمانده انتظامی املش از بازداشت ۱ زن و ۹ مرد به اتهام انتشار محتوای توهین‌آمیز به ابراهیم رئیسی و همراهان کشته‌شده‌اش خبر داد.
از زمان انتشار خبر مرگ ابراهیم رئیسی و همراهانش دست‌کم ۲۳ شهروند اهل ملکان، تبریز، لاهیجان، سبزوار، قم، فومن، املش و تهران که دربارهٔ مرگ ابراهیم رئیسی در شبکه‌های اجتماعی محتوایی منتشر کردند بازداشت شده‌اند.

### تشکیل پرونده برای بیش از ۲۰۰ نفر در اصفهان
محمد موسویان دادستان انقلاب اصفهان در روز ۲۳ خرداد اعلام کرد که برای بیش از ۲۰۰ نفر از شهروندان اصفهان در رابطه با اظهار نظر در مورد مرگ رئیسی پرونده تشکیل شده است.

## تشییع

### در تبریز
پس از پایان عملیات تجسس، اجساد کشته‌شدگان از جمله رئیسی به معراج الشهدای تبریز منتقل و کمیته تشییع جنازه تشکیل شد. ریاست این کمیته به معاون اجرائی رئیس‌جمهور سپرده شد. در اطلاعیه اولی که این کمیته منتشر کرد، برنامه تشییع مشخص گردید. بر اساس آن برنامه قرار شد تا تشییع جنازه‌هایی در شهرهای تبریز، قم، تهران، بیرجند و مشهد انجام گیرد. در تبریز این تشییع جنازه قرار بود تا از میدان شهدا تا مصلی این شهر برگزار گردد. آغاز تشییع ساعت ۹ صبح روز سه شنبه مشخص شد.
در صبح روز سه شنبه، تشییع جنازه در تبریز آغاز شد. ۸ تابوت پوشیده شده با پرچم ایران در این مراسم حمل می‌شد. خبرگزاری‌های داخلی با انتشار تصاویر هوایی، خبر از جمعیت کثیر شرکت‌کنندگان در این تشییع جنازه دادند. اجساد پس از تشییع در تبریز، به فرودگاه مهرآباد تهران منتقل شد تا آماده انتقال به قم گردد. در فرودگاه توسط ارتش جمهوری اسلامی ایران، آئین استقبال رسمی از تابوت‌ها صورت گرفت.

### در قم
طبق اعلامیه کمیته تشییع جنازه رئیس‌جمهور، قرار شد تا اجساد در روز سه شنبه از ساعت ۴ بعد از ظهر از حرم فاطمه معصومه تا جمکران انجام گیرد. بر اساس تصاویر منتشر شده از این مراسم، جمعیت بسیاری در این مراسم شرکت داشتند. پس از پایان تشییع جنازه ابراهیم رئیسی در قم، اجساد به تهران منتقل شدند.

### در تهران
پیکر کشته‌شدگان حادثه در شب سه شنبه به تهران منتقل شدند. ابتدا در مراسمی با نام وداع به مصلی تهران منتقل شدند. پس از ساعاتی، پیکر برای مراسم نماز میت به امامت سید علی خامنه ای رهبر جمهوری اسلامی ایران به دانشگاه تهران منتقل شدند.
در صبح روز چهارشنبه، تشییع در تهران برگزار شد. در ابتدا مردم به سمت دانشگاه تهران در حرکت شدند و از آنجا به سمت میدان آزادی تشییع جنازه برگزار شد. در ساعت ۹ صبح، سید علی خامنه ای نماز میت خواند.‌ تشییع جنازه ابراهیم رئیسی در تهران، با پوشش زنده برخی شبکه‌های خبری همچون بی‌بی‌سی بود. در این مراسم، اسماعیل هنیه سخنرانی کرد. آمارهای اولیه از حضور چهار میلیون نفری تهرانی‌ها در این مراسم خبر می‌دهند.
در بعد از ظهر چهارشنبه، مراسمی رسمی از سوی محمد مخبر، سرپرست موقت نهاد ریاست جمهوری برگزار شد. در این مراسم مهمانان رسمی و بین‌المللی به پیکر رئیس‌جمهور و وزیر امور خارجه و سرپرست محافظان آنان، ادای احترام کردند. امیر قطر، رهبر ملی ترکمنستان، رئیس اقلیم کردستان روسای جمهور تونس، سوریه و تاجیکستان، نخست وزیران عراق، پاکستان، ارمنستان، اقلیم کردستان، آذربایجان، گرجستان و سوریه، روسای مجالس لبنان، الجزایر، قزاقستان، مالی، اتیوپی، دومای روسیه و روسای مجلس قانون‌گذاری و مجلس عالی ازبکستان، معاونین روسای جمهور ترکیه و هند و معاونین نخست وزیران قرقیزستان، ارمنستان، چین، افغانستان و صربستان و وزرای خارجه عربستان سعودی، مصر، ترکیه، بحرین، بلاروس، امارات متحده عربی، ونزوئلا، کویت، ازبکستان، سریلانکا، تونس و فرستادگان ویژه ژاپن، سنگاپور، سوریه، مالزی، مالدیو، نیکاراگوئه، اردن، عمان و رئیس سازمان همکاری اسلامی از جمله مقامات ارشدی هستند که با حضور در محل سالن اجلاس سران تهران و عرض تسلیت به سرپرست ریاست جمهوری، به مقام رئیس‌جمهور متوفی ایران ادای احترام کردند.

### در بیرجند
در صبح روز پنج‌شنبه تشییع پیکر رئیسی در شهر بیرجند، که محل کاندیداتوری وی برای مجلس خبرگان رهبری بود، برگزار شد.

### در مشهد

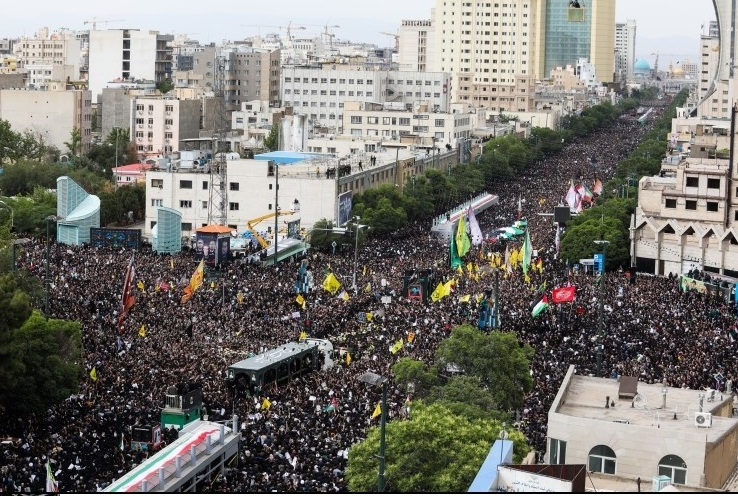
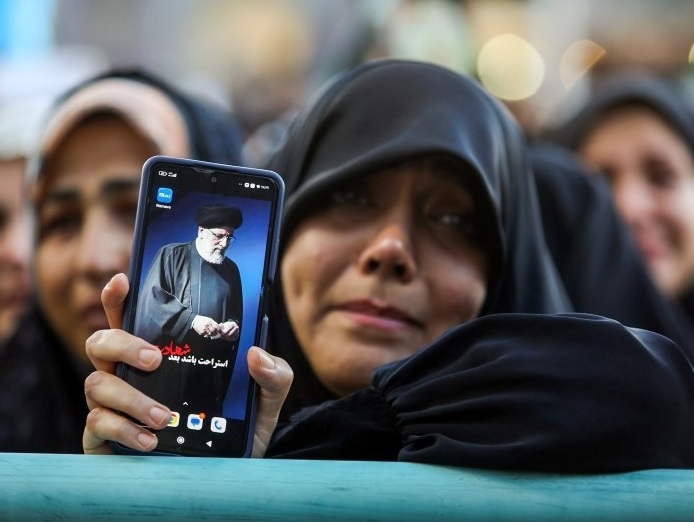
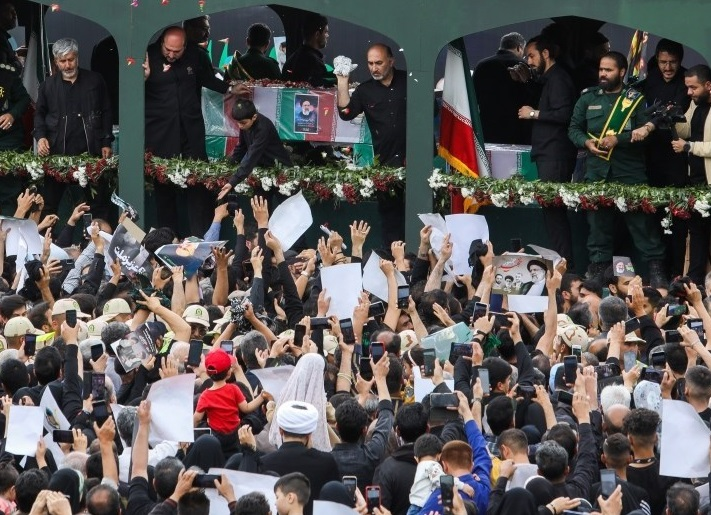
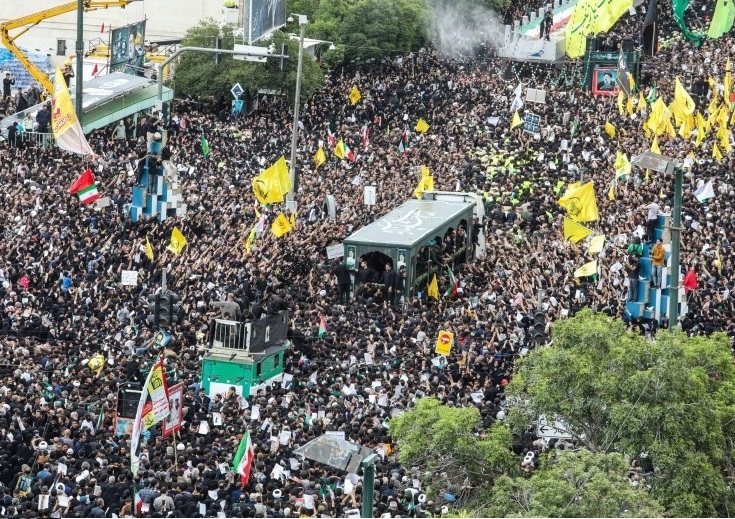

در ظهر پنج شنبه جسد رئیسی به همراه محافظ خود سید مهدی موسوی و استاندار آذربایجان شرقی مالک رحمتی به مشهد منتقل شد. جسد با تشریفات و به همراه خانواده به فرودگاه مشهد وارد شد. به گزارش خبرگزاری انتخاب به نقل از دولت، بیش از یکصد هزار مهاجر افغانستانی مقیم مشهد در تشییع رئیسی شرکت کردند.
به گفته منابع خبری قرار است تا ۶۵ رسانه خارجی مراسم تشییع رئیس‌جمهور در مشهد را پوشش بدهند.

آمار رسمی نشان می‌دهد در تشییع ابراهیم رئیسی و همراهان در شهرهای تبریز، قم، تهران، بیرجند و مشهد دوازده میلیون نفر در تشییع شرکت داشته‌اند.

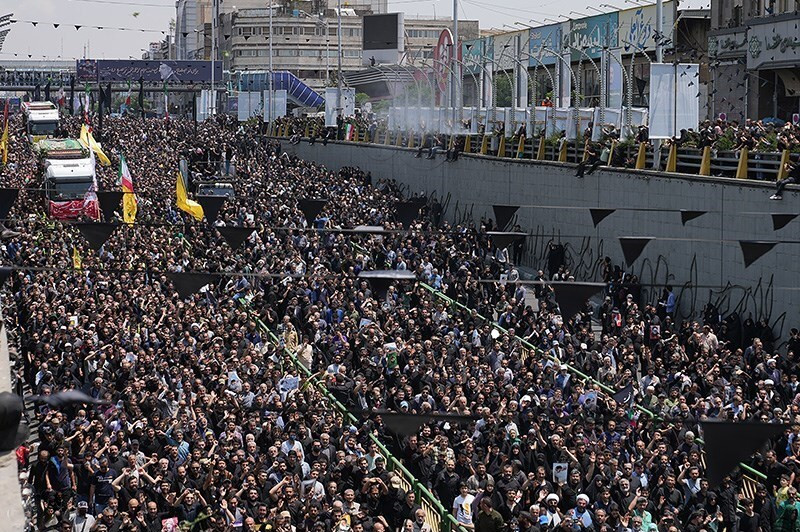
تشییع پیکر رئیس جمهور و همراهان در تهران
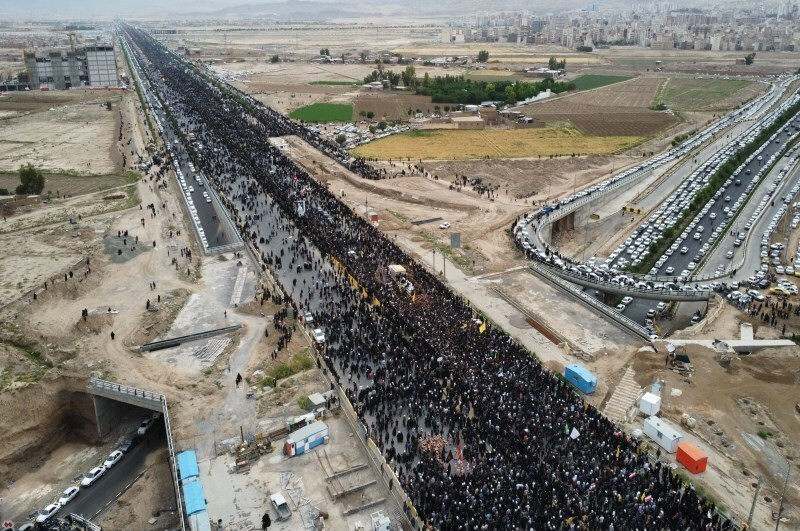
تشییع پیکر رئیس جمهور و همراهان در قم
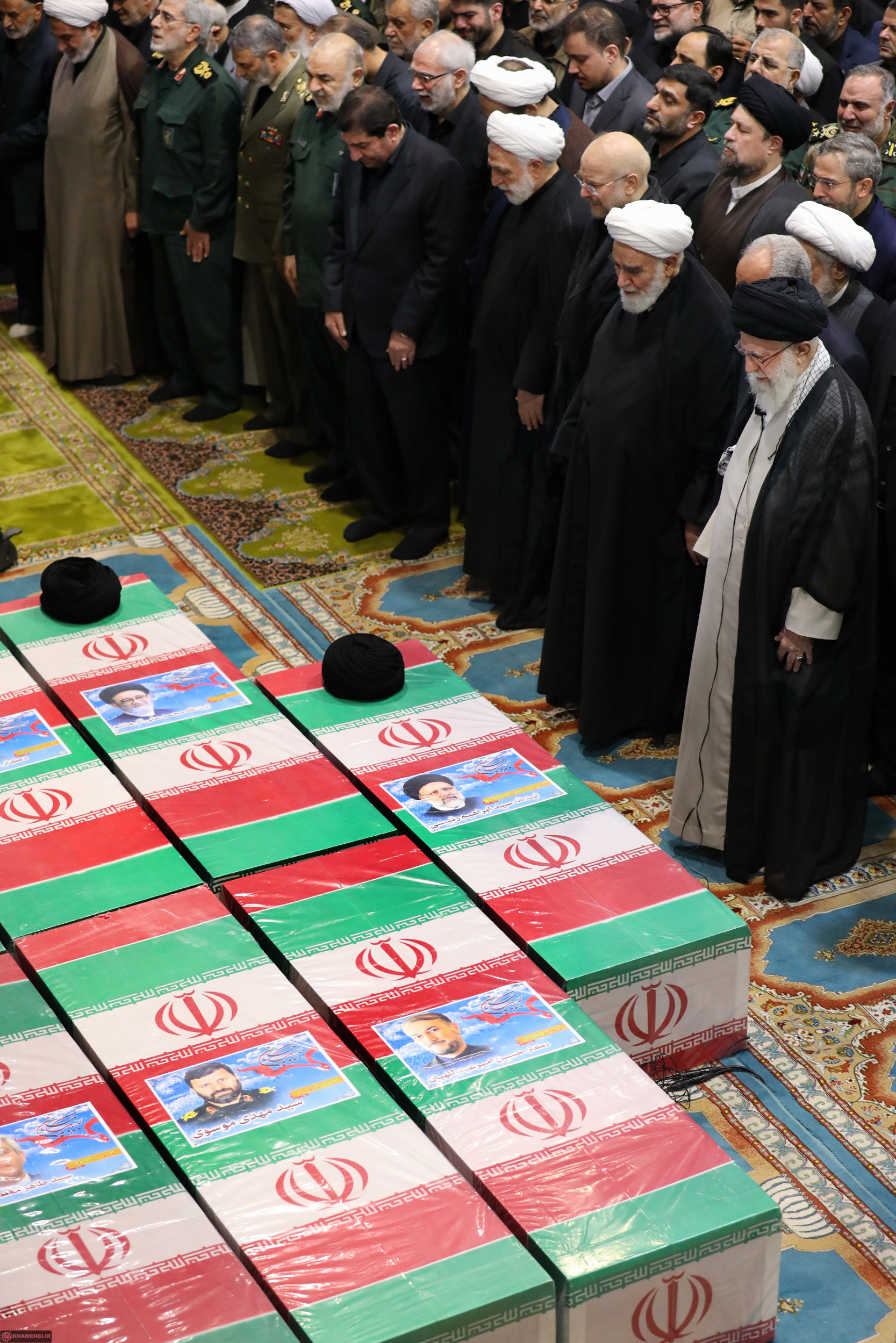
نماز سید علی خامنه ای بر پیکر سید ابراهیم رئیسی و همراهانش

### شرکت‌کنندگان در مراسم

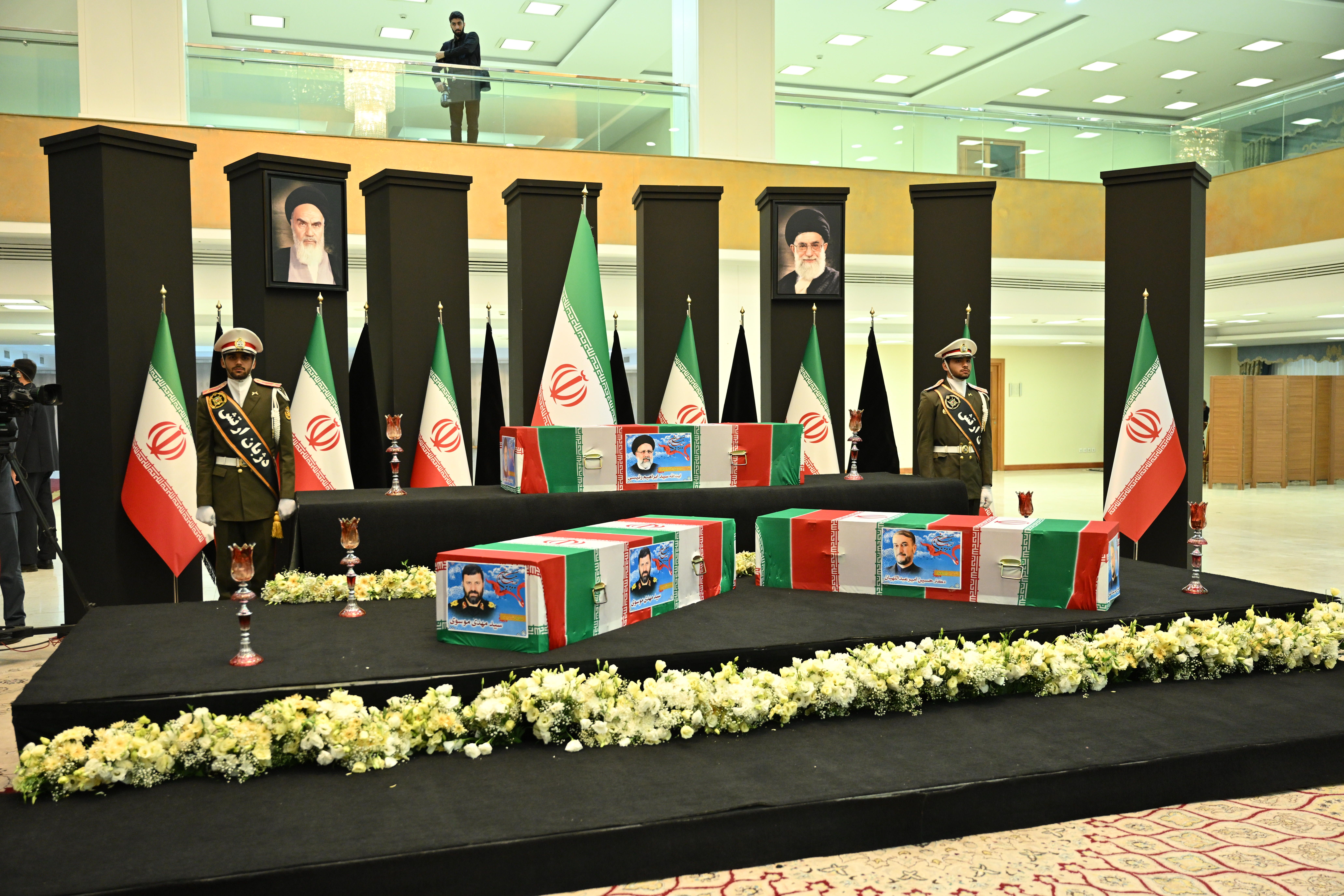
مراسم وداع با ابراهیم رئیسی، ۲ خرداد ۱۴۰۳

از میان شرکت‌کنندگان رسمی این مراسم، هیئتی از کشور افغانستان به رهبری ملابرادر آخند، معاون اقتصادی ریاست الوزرا، و همراهی مولوی امیرخان متقی، وزیر خارجه شرکت داشتند. ویچسلاو ولودین رئیس دوما، پارلمان روسیه برای شرکت در مراسم یادبود ابراهیم رئیسی و همراهان او، وارد تهران شد. رئیس‌جمهور تونس هم در این مراسم شرکت داشت. معاون نخست‌وزیر، نخست‌وزیر ارمنستان، نخست‌وزیر عراق، رئیس‌جمهور تاجیکستان، اسماعیل هنیه، از رهبران جنبش حماس از حاضران در این مراسم بودند. شیخ تمیم بن حمد آل ثانی، امیر قطر و محمد بن عبدالرحمن آل ثانی نخست‌وزیر قطر و وزیر خارجه کویت هم به نمایندگی از امیر کویت هم در این مراسم حاضر شدند. محمد شهباز شریف نخست‌وزیر پاکستان، رئیس پارلمان لبنان، رئیس و نخست‌وزیر منطقه کردستان عراق، دیگر مهمانان بین‌المللی حاضر در این مراسم بودند.
همچنین حضور چند نفر از خاخام‌های ضد صهیونیسم در مراسم تشییع در تهران، مورد توجه برخی رسانه‌ها قرار گرفت.

## تدفین
پیکر رئیسی در تاریخ ۳ خرداد ۱۴۰۳ در حرم امام رضا و در رواق دارالسلام دفن شد.